# Archeriidae
Archeriidae — родина емболомери, що жили в пермському періоді. Archeria — добре відомий рід цеї групи.